# Adulterio (novela)
Adulterio (Adultério, 2014), novela de Paulo Coelho traducida a 48 lenguas. La novela explora la cuestión sobre el significado de vivir una vida plena y feliz, buscando la balanza entre la rutina y la novedad.

## Argumento
La protagonista, Linda, es una mujer de 31 años que tiene todo lo que había soñado, una vida perfecta en Ginebra, Suiza. Un día encuentra a un antiguo novio del instituto que le despierta una pasión inesperada que pensaba haber olvidado.